# Flavia Astolfi
Flavia Astolfi (Roma, 30 luglio 1966) è una cantante, ballerina e attrice italiana.

## Biografia
Desiderando diventare un'artista sin da bambina, inizia la carriera come ballerina nel 1986 nel programma televisivo Chi tiriamo in ballo, condotto da Gigi Sabani, mentre l'anno successivo fa parte del corpo di ballo del Festivalbar, presentato da Gerry Scotti.
Come cantante debutta nelle Le Compilations, gruppo vocale femminile composto solitamente da 8 donne inserito nel cast della trasmissione televisiva Domenica In per tre anni, dal 1988 al 1991 (arrivando ad esibirsi anche a Sanremo 1991, seppur non la Astolfi e alcune altre).
Nel 1992 partecipa al Festival di Castrocaro con una canzone scritta dal maestro Pinuccio Pirazzoli.
Nella stagione 1993-1994 recita in Ma per fortuna c'è la musica di Garinei & Giovannini, cantando insieme al protagonista Johnny Dorelli.
Partecipa a Sanremo Giovani 1994 interpretando Poster di Claudio Baglioni, e riesce ad acquisire il diritto di gareggiare al Festival di Sanremo 1995: nell'occasione canta Per amore, brano scritto da Mariella Nava che viene eliminato dopo la prima esecuzione, ma in seguito è portato al successo internazionale da Andrea Bocelli (venendo incluso già nel suo album del 1995 Andrea Bocelli).
Nel 1996 e nel 1997 recita in Un posto al sole; torna alla musica e al teatro l'anno successivo, in L'altra Cenerentola, commedia musicale scritta e diretta da Tony Cucchiara.
Negli anni successivi continua a recitare in teatro e in film per il cinema e la televisione; nel 2008 recita nel film Il divo di Paolo Sorrentino, interpretando la parte dell'insegnante di dizione di Ciarrapico.
Nella stagione teatrale 2008/2009 fa parte del cast della commedia musicale Hairspray, tratta dal film Hairspray - Grasso è bello, con Stefano Masciarelli.
Nel 2024 prende parte al doppiaggio italiano della serie animata Hazbin Hotel, doppiando le parti cantate del personaggio di Carmilla Carmine.

## Discografia parziale

### Album
- 1995: Per amore (CD, Sony Music)

### Singoli
- 1995: Per amore